# Jevgenija Lamonovová
Jevgenija Alexejovna Lamonovová (* 9. srpna 1983 Kurčatov, Sovětský svaz) je bývalá ruská sportovní šermířka, která se specializovala na šerm fleretem.
Rusko reprezentovala v prvním a druhém desetiletí jednadvacátého století. Na olympijských hrách startovala v roce 2008 v soutěži jednotlivkyň a družstev. V soutěži jednotlivkyň se probojovala na olympijských hrách do čtvrtfinále. V roce 2007 získala titul mistryně Evropy v soutěži jednotlivkyň. S ruským družstvem fleretistek vybojovala na olympijských hrách 2008 zlatou olympijskou medaili. V roce 2011 vybojovala s družstvem titul mistryň světa a s družstvem vybojovala v roce 2004, 2007 a 2011 druhé místo na mistrovství Evropy.